# 3449 Abell
A 3449 Abell (ideiglenes jelöléssel 1978 VR9) a Naprendszer kisbolygóövében található aszteroida. Eleanor F. Helin,  Schelte J. Bus fedezte fel 1978. november 7-én.